# Luigi Martinati
Luigi Martinati (Firenze, 31 dicembre 1893 – Roma, 31 dicembre 1983) è stato un illustratore, pubblicitario e pittore italiano.

## Biografia
Ha avuto una prolifica carriera nell'arte illustrativa cinematografica.

Nato a Firenze, perfezionatosi all'Accademia di Belle Arti, si trasferisce a Roma nel 1911 e inizia come apprendista nello studio del pittore cartellonista Federico Ballester (Roma 1868-1926)
Dedicatosi subito all'illustrazione pubblicitaria, disegna tra il 1923 e il 1941, manifesti di vario soggetto e tematiche, dai cartelloni di pubblicità commerciali alle insegne turistiche, dalle locandine di propaganda politica alle grandi manifestazioni celebrative.

Roma 1932 Circolo artisti a via Margutta da sinistra: Marchi, Luigi Martinati, Walter Roveroni, Anselmo Ballester, Tito Corbella, Alfredo Capitani

Negli anni 30 si trasferisce nel suo nuovo studio di Via Emanuele Filiberto 190 a Roma, che dividerà con il collega Tito Corbella,  
a poca distanza dalla tipografia A.P.E. situata in Viale Castrense 7 che stamperà la maggior parte dei suoi lavori dagli anni 30 agli anni 50.
Diviene il direttore di una delle principali agenzie di pubblicità a Roma, la IGAP (Impresa Generale Affissioni Pubblicità), con la quale lavorano anche Dudovich e Nizzoli, collabora con varie compagnie cinematografiche, in particolare la Warner Brothers. Abbandonato nel secondo dopoguerra il settore pubblicitario si dedica esclusivamente alle illustrazioni cinematografiche. A metà degli anni '40, si unisce con due creativi del design italiano delle locandina da film, Anselmo Ballester e Alfredo Capitani, costituendo lo studio BCM, una società dedicata esclusivamente alla produzione di manifesti pubblicitari di film, che ha prodotto un considerevole numero di suggestive immagini memorabili d'impronta realista. Lo stile personale di Martinati nel cinema è caratterizzato in primo piano da un grande ritratto girato in combinazione con una scena minore.
Chiusa nel 1959 la sua decennale collaborazione con la WB realizza per la Cineriz ed altre compagnie minori una discreta quantità di manifesti sino al 1967 quando decide di interrompere la sua lunga carriera di illustratore di pubblicità cinematografica per continuare in quella di pittore.

## Opere

### Locandine cinematografiche
- Vivere!, litografia I.G.A.P., Roma, 1936, cm 140x195
- La Voce Nella Tempesta I.G.A.P. Roma 1940. cm 100x70
- L'amante casta, stampa IGAP, Roma-Milano, 1941, cm 100x70
- Il guanto verde, litografia Grafiche I.G.A.P., Roma-Milano, 1942, cm 70x50
- Casablanca, stampa APE, Roma, 1946, cm 70x100
- La donna del traditore, stampa APE, Roma, 1949, cm 140x100
- La fonte meravigliosa, stampa Grafiche I.G.A.P., Roma, 1949, cm 35x70
- Tamburi lontani, stampa APE, Roma, 1951, cm 100x140
- Il principe e il povero, stampa APE, Roma, 1951, cm 100x140
- L'altro uomo, stampa I.G.A.P., Roma, 1952, cm 100x140
- Il gigante, stampa Moneta, Milano-Roma, 1955, cm 100x140
- La valle dell'Eden, 1956, cm 100x140
- Incontro sotto la pioggia, stampa A.P.E., Roma, 1956, cm 140x100
- Le colline bruciano, stampa A.P.E., Roma, 1956, cm 200x140
- Gioventù bruciata, stampa Lio Ragioni, Roma, 1957, cm 100x140
- Sì, signor generale, stampa N. Moneta, Milano-Roma, 1957, cm 140x200
- Joe Butterfly, stampa Moneta, Milano-Roma, 1959, cm 140x100
- Il mostro di Londra, stampa Vecchioni & Guadagno, Roma, 1960
- Alla conquista dell'infinito (La storia di Wernher Von Braun), stampa Vecchioni & Guadagno, Roma, 1960, cm 140x100
- L'uomo che inseguiva la morte, stampa Vecchioni & Guadagno, Roma, 1961, cm 200x140
- La steppa, stampa Vecchioni & Guadagno, Roma, 1962, cm 200x140
- La rivolta del Sudan, stampa Lito - P. Ragioni, Roma, 1964, cm 140x100
- Sayonara, stampa Moneta, Milano-Roma, 1968, cm 140x100

### Manifesti
- C.O.N.I. Federazione Italiana dello Sci, I.G.A.P. Officine Grafiche, Roma-Milano, 1930, mm. 1320x930.
- Crociera Aerea del Decennale 1933-XI: Roma-Chicago-New York-Roma, stampa litografica Officine I.G.A.P., Roma-Milano, 1933, cm 280x200
- Incontro iniziale di pugilato Italia-Polonia, 1935 ca., cm 100x70 (Raccolta Salce. Treviso. Museo Civico).
- Avanguardisti! Volete conoscere il mondo? Arruolatevi nella Regia Marina, 1935
- VIII Gara generale e i Campionati Mondiali di tiro a segno, Roma 15-29 settembre, 1935
- Arruolamento volontario di 3.400 specializzati Regio Esercito - grafiche I.G.A.P., Roma-Milano 16.9.1936 cm.140x100
- IX Campagna Nazionale per il Francobollo Antitubercolare, 1939